# Marge commerciale
La marge commerciale correspond à la différence entre le prix de vente et le prix d'achat de biens ou de services. Dans ce deuxième cas, le prix d'achat peut désigner une prestation sous-traitée ou le salaire de l'intervenant ; il sera cependant plus correct d'utiliser la notion de marge brute.

## Calcul
Le calcul précis de la marge commerciale s'effectue  hors taxes, avec :
- la part du chiffre d'affaires correspondant aux ventes de produit,
- diminuée du coût direct d'achat de ces marchandises (y compris droits de douane),
- diminuée de la variation[1]  du stock de marchandises intervenue au cours de l'exercice comptable.

{\displaystyle {\textrm {Marge~commerciale}}=\mathrm {Chiffre~d'affaires~HT-Couts~d'achat~HT+Variation~des~stocks~HT} }

L'expression se simplifie souvent en faisant la différence entre prix de vente et prix d'achat, hors taxes :
{\displaystyle {\textrm {Marge~commerciale}}=\mathrm {Prix~de~vente~HT-Cout~d'achat~HT} }

## Utilisation
La marge commerciale constitue un indicateur simple, qui peut jouer un rôle dans la détermination des soldes intermédiaires de gestion, sans autoriser toutefois la comparaison de budgets dont le chiffre d'affaires net est différent.
Le concept de marge commerciale est très proche de celui, plus large, de marge sur coût variable utilisé en comptabilité analytique pour analyser les coûts sous différents angles.
Une entreprise peut augmenter sa marge commerciale en augmentant ses prix de vente ou en réduisant ses coûts d'achat, par exemple en négociant avec ses fournisseurs.
La marge commerciale rapportée au prix d'achat permet de calculer le taux de marge, souvent préférée pour comparer différents scénarios de décisions commerciales ou pour estimer la rentabilité d'une exploitation. Rapportée au chiffre d'affaires, elle permet de calculer le taux de marque (très utilisé dans les commerces).